# Vasile Simionaș
Vasile Simionaș (Iași, Rumania; 16 de noviembre de 1950 – Iași, 19 de marzo de 2025) fue un jugador y entrenador de fútbol rumano que jugó en la posición de centrocampista. Al momento de su muerte era miembro de la junta directiva del CSM Politehnica Iași.

## Carrera

### Club
| Periodo   | Club                |
| --------- | ------------------- |
| 1967-1968 | Unirea Roman        |
| 1968–1969 | Dinamo Bacău        |
| 1969–1984 | FC Politehnica Iași |

### Selección nacional
A nivel de selecciones menores jugó para Rumania. Jugó para Rumania en cuatro ocasiones de 1972 a 1976 sin anotar goles.

### Entrenador
| Periodo   | Club                   |
| --------- | ---------------------- |
| 1983-1985 | FC Politehnica Iași    |
| 1987–1988 | CSM Suceava            |
| 1990      | Farul Constanța        |
| 1991      | FCM Progresul Brăila   |
| 1991–1992 | FC Progresul București |
| 1994–1999 | Oțelul Galați          |
| 1999      | Astra Ploiești         |
| 2000      | Farul Constanța        |
| 2001–2005 | FC Politehnica Iași    |
| 2013      | Kosarom Pașcani        |

## Logros
- Divizia B: 1972–73, 1981–82

## Distinciones
Simionaș es por mucho el futbolista más importante que tuvo el desaparecido Politehnica Iași, donde tuvo un registro de 359 partidos en la Divizia A en 15 temporadas con el club. Fue parte de la era dorada del Politehnica junto a Mihai Romilă y Gabriel Simionov conformaron uno de los mejores mediocampos en la historia de la Liga I.